# Kru-Sprachen
Die Kru-Sprachen sind eine Untergruppe des Nord-Volta-Kongo-Zweigs der Niger-Kongo-Sprachen. Die rund 30 Kru-Sprachen werden in der Elfenbeinküste und in Süd-Liberia von etwa 2,5 Mio. Menschen gesprochen. Der Name Kru ist offensichtlich eine Verballhornung des Sprachnamens Klao, begünstigt durch englisch crew, da die Kru-Leute früher häufig als Matrosen auf europäischen Schiffen arbeiteten.

## Position des Kru innerhalb des Volta-Kongo
Westermann (1927) und Greenberg (1963) rechneten die Kru-Sprachen zu den Kwa-Sprachen, Bennet und Sterk (1977) verlagerten sie in den Nord-Volta-Kongo-Zweig. Die diskutierte Alternative ist eine unabhängige Position innerhalb des Volta-Kongo, also gleichrangig mit Nord- und Süd-Volta-Kongo; diese Frage ist noch nicht abschließend geklärt. Marchese (1989) fügte die drei isolierten Sprachen Aizi, Kuwaa und Seme den Krusprachen hinzu.

## Klassifikation der Kru-Sprachen
Die Kru-Sprachen gliedern sich in einen östlichen und einen westlichen Zweig und drei isolierte Sprachen. Sämtliche Kru-Sprachen sind in der folgenden Klassifikation aufgeführt, die Klassifikation folgt Williamson-Blench 2000.
Klassifikation der Kru-Sprachen
- Kru
  - Ost-Kru
    - Bakwe-Wane: Bake (10 Tsd.), Wane (2 Tsd.)
    - Bete
      - Ost: Gagnoa Bete (150 Tsd.), Kouya (10 Tsd.)
      - West: Daloa Bete (130 Tsd.), Guiberoua Bete (130 Tsd.), Godie (25 Tsd.)

    - Dida: Dida (200 Tsd.), Neyo (10 Tsd.)
    - Kwadia: Kwadia (1 Tsd.)

  - West-Kru
    - Bassa: Bassa (350 Tsd.), Dewoin (8 Tsd.), Gibi (6 Tsd.)
    - Grebo: Grebo (230 Tsd.), Krumen (50 Tsd.), Glio-Oubi (6 Tsd.)
    - Klao: Klao („Kru“) (200 Tsd.), Tajuosohn (10 Tsd.)
    - Guere
      - Guere-Krahn: Guere (Wee) (320 Tsd.), Krahn (60 Tsd.), Sapo (30 Tsd.), Daho-Doo (4 Tsd.), Glaro-Twabo (4 Tsd.)
      - Konobo: Konobo (Ost-Krahn) (50 Tsd.)
      - Nyabwa: Nyabwa (45 Tsd.)
      - Wobe: Wobe (Nord-Guere)(160 Tsd.)

  - Aizi (Tiegba und Abroko) (8 Tsd.)
  - Kuwaa (13 Tsd.)
  - Seme (Siamou) (35 Tsd.)

Die Kru-Sprachen der beiden Hauptzweige sind untereinander sehr ähnlich, am weitesten abweichend ist das in Burkina Faso gesprochene Seme.

## Sprachliche Charakteristik
Nominalklassensysteme des Proto-Niger-Kongo sind im Kru kaum erhalten, der Plural wird durch Suffixe und Veränderung des Auslautvokals gebildet. In den Nominalphrasen gibt es Konkordanzstrukturen. Die Kru-Sprachen machen regen Gebrauch von Verbalerweiterungen, etwa zur Bildung von Kausativen, Benefaktiven, Inchoativen und dem Passiv. Die Personalpronomina unterscheiden in einigen Sprachen Femininum und Maskulinum in der 2. und 3. Person Singular, sonst gibt es keine Genusdifferenzierung. Die Satzstellung ist SVO, es werden Postpositionen verwendet. Während das Genitivattribut und das Possessivum vor dem bestimmten Nomen stehen, werden Adjektivattribut, Demonstrativum und Numerale dem Nomen nachgestellt.